# Узаго (Порденоне)
Узаго је насеље у Италији у округу Порденоне, региону Фурланија-Јулијска крајина.
Према процени из 2011. у насељу је живело 517 становника. Насеље се налази на надморској висини од 207 м.